# Палац Козібродського (Підгайчики)
Палац Козібродського — історична будівля, пам'ятка архітектури місцевого значення (охоронний номер 209) у селі Підгайчиках Тернопільської области.

## Історія та відомості
У 1877 році ґраф Козібродський збудував палац з цегли і каменю.
Протягом радянського періоду у приміщенні пам'ятки розміщувалося правління радгоспу «Підгайчики» (1944—1953), дитячий санаторій для хворих поліомієлітом (1954—1956), протитуберкульозний санаторій (1956—1959), Підгайчицька дільнична лікарня (1959—1977), друге терапевтичне відділення Теребовлянської районної лікарні (1997—2003); від 2003 року функціонує геріатричне відділення для людей похилого віку.